# Ушаков, Фёдор Фёдорович
Фёдор Фёдорович Ушако́в (13 [24] февраля 1745 — 2 [14] октября 1817) — русский флотоводец, командующий Черноморским флотом (1790—1798); командующий русско-турецкой эскадрой в Средиземном море (1798—1800), адмирал (1799), знаменитый на всём Востоке непобедимый «Ушак-паша».
По его собственным словам, не потерял в боях ни одного корабля, ни один его подчинённый не попал в плен. Ушаков одержал победу в пяти крупнейших морских сражениях (Фидониси, Керчь, Тендра, Калиакрия и Корфу) и не потерпел ни одного поражения.
В 2001 году Русской православной церковью причислен к лику святых как праведный воин Феодор Ушаков.

## Биография

### Детство и юность
Фёдор Ушаков родился 13 (24) февраля 1745 в сельце Бурнаково (сейчас Рыбинский район Ярославской области), четвёртым из семи детей, в небогатой дворянской семье, крещён в церкви Богоявления на Острове в селе Хопылево. Отец — Фёдор Игнатьевич Ушаков (1710—1781), сержант лейб-гвардии Преображенского полка в отставке, мать — Прасковья Никитична (1713—1770), дядя — старец Феодор Санаксарский. Окончил Морской кадетский корпус (1761—1766) четвёртым в выпуске. Произведён 1 мая 1766 года из капралов в мичманы, служил на Балтийском флоте.

### Русско-турецкая война 1768—1774 годов
С декабря 1768 года мичман Фёдор Ушаков — в Донской (Азовской) флотилии, в подчинении у вице-адмирала Алексея Сенявина, был лично выбран Сенявиным в создававшуюся флотилию и стал одним из четырёх первых офицеров флотилии. 30 июля 1769 года получил чин лейтенанта, а в 1770 году уже командовал прамом.
Весной 1772 года Фёдор Ушаков отличился при спасении на Дону припасов с затонувших речных транспортных судов, за что был отмечен вице-президентом Адмиралтейств-коллегии Иваном Чернышёвым и получил благодарность. В конце августа 1772 года получил в командование первый во флотилии палубный бот «Курьер», на котором до июля следующего года находился в крейсерстве в Чёрном море вдоль южного берега Крыма.
В начале июля 1773 года был назначен командиром 16-пушечного двухмачтового новоизобретённого корабля второго типа «Морея», но тот уже в конце июля из-за общей неисправности навсегда выбыл из строя. В октябре 1773 года был назначен командиром такого же, но менее повреждённого корабля «Модон». Сенявин поручил именно Ушакову попытаться провести из Балаклавы в Таганрог требующий ремонта «Модон», что говорило о доверии к молодому офицеру. Однако после двух попыток выйти в море и этот корабль из-за большой течи пришлось поставить на мель в Балаклаве.

### Мирное время
Только в августе — сентябре 1774 года «Модон» был отремонтирован, вновь введён в строй и вернулся в Керчь.
В 1775 году Фёдора Ушакова перевели на Балтийский флот; в 1776 году он был назначен на фрегат «Северный орёл». В 1776—1779 годах капитан-лейтенант Ушаков участвовал в походе на Средиземное море с целью проводки оттуда российских фрегатов в Чёрное море под видом торговых судов с коммерческими грузами. Принял командование купленным в Архипелаге в 1770 году 26-пушечным фрегатом «Святой Павел». Но поход окончился неудачно, Османская империя не пропустила фрегаты в Чёрное море, и пришлось вернуть их обратно в порт Ливорно.
В 1780 году направлен в Рыбинск для доставки в Санкт-Петербург каравана с корабельным лесом. В столице по протекции Екатерины Сенявиной и Григория Потёмкина был назначен командиром императорской яхты, но вскоре добился перевода на линейный корабль. Потёмкин все 1780-е годы продолжал покровительствовать как Ушакову, так и его ученику Дмитрию Сенявину.
В 1780—1782 годах — командир линейного корабля «Виктор», который участвовал в реализации политики «вооружённого нейтралитета» в составе эскадры на Средиземном море.
С 1783 года — на строящемся Черноморском флоте, участвовал в постройке кораблей в Херсоне. Там во время эпидемии чумы в 1783 году сумел спасти жизнь большинству членов экипажа своего корабля. Свою первую награду — орден Святого Владимира IV степени — получил в 1785 году за успешную борьбу с эпидемией чумы в Херсоне.
В августе 1785 года прибыл из Херсона в Севастополь в чине капитана первого ранга на построенном 66-пушечном линейном корабле «Святой Павел». Принял участие в строительстве пункта базирования флота в Севастополе.

### Русско-турецкая война 1787—1791 годов
В начале русско-турецкой войны 1787—1791 годов — капитан бригадирского ранга, командир линейного корабля «Святой Павел» и авангарда Севастопольской эскадры.

#### Первый выход в море
В августе 1787 года состоялся первый выход Ушакова в море в Севастопольской эскадре графа Марко Войновича. Он, в чине капитана бригадирского ранга, был командиром авангарда и корабля «Святой Павел». Но этот выход окончился неудачей для эскадры. В поисках турецкого флота она была застигнута у румелийских берегов страшным продолжительным штормом. Один корабль погиб, ещё один без мачт был занесён в Босфор и здесь захвачен турками. Остальные в сильно потрёпанном виде вернулись в Севастополь и требовали продолжительного ремонта. В борьбе со стихией Ушаков проявил себя смелым и знающим моряком и, занесённый к кавказским берегам, всё же благополучно довёл свой корабль до базы.

#### Бой у острова Фидониси
В июле 1788 года, бежавшие на юг остатки разбитого Днепровской эскадрой у Очакова турецкого флота были обнаружены Севастопольской эскадрой Марко Войновича. Турецкая эскадра состояла из 15 линейных кораблей (из них пять 90-пушечных), восьми фрегатов, трёх бомбардирских кораблей и 21 мелкого судна.
Встретились эскадры утром 3 (14) июля 1788 года недалеко от дельты Дуная у острова Фидониси (Змеиный). Соотношение сил сторон было неблагоприятно для российской эскадры. Турецкая эскадра имела 1120 орудий против 550 у российской. На вооружении турецких кораблей состояли чугунные или медные пушки, в основном 22-фунтового (156 мм) калибра. При этом значительную часть составляли более прочные медные пушки. Кроме того, на многих линейных кораблях стояло по четыре особо мощных орудия, стрелявших 40-килограммовыми мраморными ядрами. Российская эскадра состояла из 2 кораблей 66-пушечного ранга, 10 фрегатов (от 40 до 50 пушек) и 24 мелких судов.
Занимая наветренное положение, турецкие корабли выстроились в две кильватерные колонны и начали спускаться на российскую линию. Первая колонна турок, возглавляемая самим «Эски-Гассаном», атаковала авангард российских под командой бригадира Ф. Ф. Ушакова. После недолгой перестрелки с двумя российскими фрегатами — «Берислав» и «Стрела» и 50-пушечными фрегатами два турецких линейных корабля были вынуждены выйти из боя. На помощь фрегатам устремился корабль «Св. Павел» под командованием Ушакова. Корабль капудан-паши оказался с одного борта под огнём фрегатов, а с другого — корабля Ушакова. Сосредоточенная стрельба российских судов нанесла турецкому флагману серьёзные повреждения. Все попытки турецких кораблей исправить положение немедленно пресекались российскими фрегатами. Наконец, удачный залп с фрегата повредил корму и бизань-мачту флагмана, и Гассан-паша стал стремительно уходить с поля боя. За ним последовали и все остатки турецкого флота.
Успех был решительным. Турецкий флот ушёл к румелийским берегам, а Севастопольская эскадра Войновича — в Севастополь для ремонта.
В 1788 году Ушаков назначен командующим Севастопольской эскадрой и портом.
В 1789 году произведён в контр-адмиралы.

#### Керченское морское сражение
К началу кампании 1790 года контр-адмирал Ушаков был назначен командующим Черноморским флотом и портами вместо не очень решительного Войновича.
Керченское сражение произошло 8 июля 1790 года. Турецкий флот насчитывал 10 линейных кораблей, 8 фрегатов, 36 вспомогательных судов. Он шёл из Турции для высадки десанта в Крыму. Его встретил русский Черноморский флот (10 линейных кораблей, 6 фрегатов, 1 бомбардирский корабль, 16 вспомогательных судов) под командованием Ушакова.
Используя наветренное положение и превосходство в артиллерии (1100 орудий против 836), турецкий флот с ходу атаковал русский, направив свой главный удар на авангард бригадира флота Г. К. Голенкина. Однако тот выдержал атаку неприятеля и точным ответным огнём сбил его наступательный порыв. Капудан-паша всё же продолжил свой натиск, подкрепляя силы на направлении главного удара кораблями с большими орудиями.
В разгоревшемся сражении оказалось, что ядра с русских фрегатов, поставленных в линию из-за недостатка линейных кораблей, не долетают до неприятеля. Тогда Ушаков подал им сигнал выйти из линии для возможного оказания помощи авангарду, а остальным кораблям сомкнуть образовавшуюся между ними дистанцию. Не подозревая об истинных намерениях русского флагмана, турки очень обрадовались этому обстоятельству. Их вице-адмиральский корабль, выйдя из линии и став передовым, начал спускаться на русский авангард с целью его обхода.
Но Ушаков предвидел возможное развитие событий, а потому, мгновенно оценив обстановку, подал сигнал фрегатам резерва защитить свои передовые корабли. Фрегаты подоспели вовремя и заставили турецкого вице-адмирала пройти между линиями под сокрушительным огнём русских кораблей.
Используя благоприятную перемену ветра на 4 румба (45 градусов), Ушаков стал сближаться с противником на более короткую дистанцию «картечного выстрела», чтобы ввести в действие всю артиллерию, включая орудия с уменьшенной дальностью стрельбы — короткоствольные, но именно поэтому более скорострельные каронады. Как только дистанция позволила, по команде был сделан залп всей артиллерией, перешедший в быстрый беглый огонь. Противник был засыпан ядрами. От перемены ветра и шквального огня русских турки пришли в замешательство. Они стали поворачивать через оверштаг всей колонной, подставив себя под мощный залп флагманского 80-пушечного корабля Ушакова «Рождество Христово» и 66-пушечного «Преображения Господня», получив при этом большие разрушения и потери в живой силе (на борту турецких кораблей находился десант, предназначенный для высадки в Крыму).
Вскоре, будучи уже на ветре, Ушаков подал очередной сигнал авангарду исполнить поворот «всем вдруг» (всем вместе) через оверштаг и, «не наблюдая свои места, каждому по способности случая, с крайней поспешностью войтить в кильватер» своего флагманского корабля, ставшего передовым. После исполненного манёвра уже вся русская линия во главе с адмиралом «весьма скоро» оказалась на ветре у неприятеля, что значительно усугубило положение турок. Ушаков, выйдя из линии, угрожал абордажем.
Не надеясь выдержать очередную атаку, турки дрогнули и пустились в бегство к своим берегам. Попытка преследовать противника в боевом ордере оказалась безуспешной. Лёгкость в ходу турецких кораблей спасла их от разгрома. Уходя от преследования, они растворились в ночной темноте.
Ушаков проявил себя умелым флагманом, способным творчески мыслить и принимать неординарные тактические решения. «Не удаляясь главных правил», он смог нешаблонно распорядиться силами флота. Осуществляя устойчивое управление флотом, он стремился поставить флагманский корабль в голову колонны и вместе с тем дать определённую инициативу в манёвре своим командирам («каждому по способности случая»). В сражении ярко проявилось преимущество русских моряков в морской выучке и огневой подготовке. Сосредоточив главный удар на флагманских кораблях противника, Ушаков в максимальной степени использовал мощь артиллерии.
Победа русского флота в Керченском сражении сорвала планы турецкого командования по захвату Крыма. Кроме того, поражение турецкого флота привело к снижению уверенности руководства в безопасности своей столицы и заставило Порту «взять осторожности для столицы, дабы в случае со стороны российской на оную покушения, защитить бы можно было».

#### Сражение у мыса Тендра

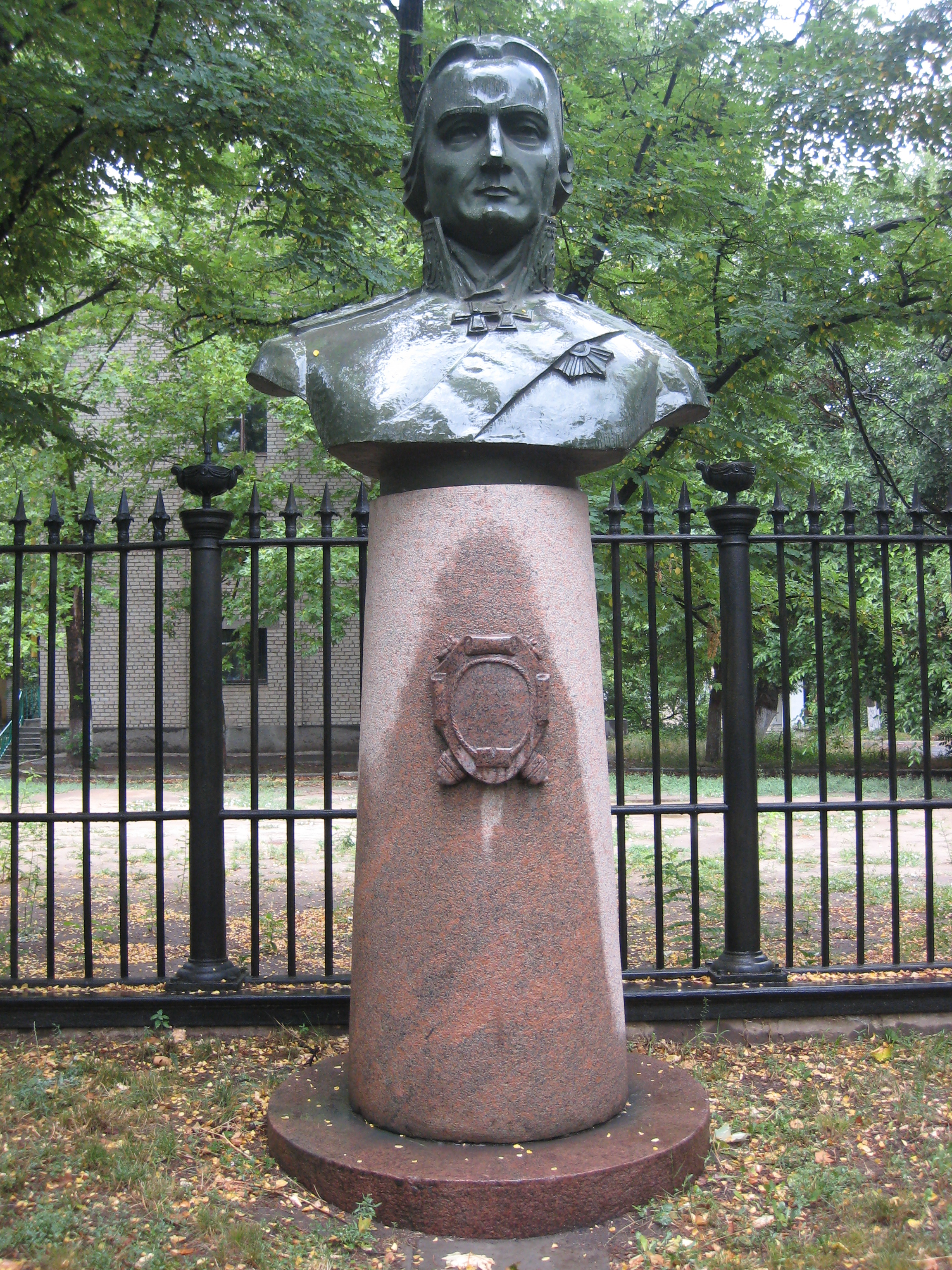
Бюст Ушакова, установленный возле Музея судостроения и флота в Николаеве.

Утром 28 августа 1790 года турецкий флот под командованием молодого капудан-паши Гуссейна, состоявший из 14 линейных кораблей, 8 фрегатов и 23 мелких судов, стоял на якоре между Гаджибеем и Тендровской косой. Неожиданно для противника со стороны Севастополя был обнаружен российский флот, идущий под всеми парусами в походном ордере трёх колонн, состоявший из 10 линейных кораблей, 6 фрегатов и 21 более мелких судов под командованием Ф. Ф. Ушакова.
Соотношение орудий было 1360 против 836 в пользу турецкого флота.
Появление севастопольского флота привело турок в растерянность. Несмотря на превосходство в силах, они спешно стали рубить канаты и в беспорядке отходить к Дунаю. Передовые турецкие корабли, наполнив паруса, удалились на значительное расстояние. Но капудан-паша, заметив опасность, нависшую над арьергардом, стал соединяться с ним и строить линию баталии правого галса.
Ушаков, продолжая сближение с неприятелем, также отдал приказ перестраиваться в боевую линию левого галса. Но затем сделал сигнал «поворотить через контрмарш и построить линию баталии на правый галс параллельно неприятельскому флоту». В результате русские корабли «весьма споро» выстроились в боевой порядок на ветре у турок.
Используя оправдавшее себя в Керченском сражении изменение в боевом порядке, Ушаков вывел из линии три фрегата — «Иоанн Воинственник», «Иероним» и «Покров Богородицы» для обеспечения манёвренного резерва на случай перемены ветра и возможной при этом атаки неприятеля с двух сторон.
В 15 часов, подойдя к противнику на дистанцию картечного выстрела, Ф. Ф. Ушаков принудил его к бою. И уже вскоре под мощным огнём русской линии турецкий флот начал уклоняться под ветер и приходить в расстройство. Подойдя ближе, русские корабли со всей силой обрушились на передовую часть турецкого флота. Флагманский корабль Ушакова «Рождество Христово» вёл бой с тремя кораблями противника, заставив их выйти из линии.
Вся тяжесть атаки была направлена на переднюю часть строя, так как здесь находились капудан-паша и бо́льшая часть турецких адмиралов.
К 17 часам вся турецкая линия была окончательно разбита. Этому поспособствовали резервные фрегаты, которые Ушаков вовремя пустил в бой. Теснимые русскими передовые неприятельские корабли вынуждены были повернуть через фордевинд и пуститься в бегство. Их примеру последовали и остальные суда, ставшие в результате этого манёвра передовыми. Но во время поворота по ним был сделан ряд мощных залпов, причинивших им большие разрушения. Наконец, неприятель обратился в бегство в сторону Дуная. Ушаков преследовал его до тех пор, пока темнота и усилившийся ветер не вынудили прекратить погоню и встать на якорь.
На рассвете следующего дня оказалось, что турецкие корабли находятся в непосредственной близости от русских. А фрегат «Амвросий Медиоланский» и вовсе оказался среди турецкого флота. Но так как флаги ещё не были подняты, то турки приняли его за своего. Находчивость капитана М. Н. Нелединского помогла ему выйти из столь сложного положения. Снявшись с якоря с прочими турецкими судами, он продолжал следовать за ними, не поднимая флага. Понемногу отставая, Нелединский дождался момента, когда опасность миновала, поднял Андреевский флаг и ушёл к своему флоту.
Ушаков отдал команду поднять якоря и вступить под паруса для преследования противника, который, имея наветренное положение, стал рассеиваться в разные стороны. Однако от турецкого флота отстали два сильно повреждённых корабля, один из которых, 74-пушечный «Капудания», был флагманским Саид-бея. Другой был 66-пушечный «Мелеки Бахри» («Царь морей»). Потеряв своего командира Кара-Али, убитого ядром, он сдался без боя. А «Капудания», упорно сопротивлялся до тех пор, пока был полностью охвачен огнём. Перед взрывом шлюпка с русского корабля сняла с него турецкого адмирала Саид-бея и 18 офицеров, после чего корабль взлетел на воздух вместе с оставшимся экипажем и казной турецкого флота.
Победа Черноморского флота при Тендре оставила яркий след в боевой летописи отечественного флота. Федеральным законом «О днях воинской славы (победных днях) России» от 13 марта 1995 года день победы русской эскадры под командованием Ф. Ф. Ушакова над турецкой эскадрой у мыса Тендра объявлен Днём воинской славы России.
Красной строкой она вписана в историю военно-морского искусства. Действия Ушакова носили активный наступательный характер. Если в двух предыдущих сражениях Черноморский флот осуществлял первоначально оборонительные действия с переходом в контратаку, то в данном случае изначально имела место решительная атака с чётким тактическим замыслом. Умело и эффективно был использован фактор внезапности, а также умело реализованы принципы сосредоточения сил на направлении главного удара и взаимной поддержки.
В ходе боя Ушаков применил так называемый «корпус резерва», оправдавший себя в Керченском сражении, который впоследствии получит дальнейшее развитие. В максимальной степени использовалась огневая мощь кораблей и фрегатов за счёт сокращения дистанции залпа. Учитывая тот факт, что боевая устойчивость турецкого флота определялась поведением командующего и его флагманов, главный удар наносился именно по флагманским кораблям противника.
Ушаков активно участвовал во всех эпизодах сражения, находясь в самых ответственных и опасных местах, являя подчинённым образец храбрости, личным примером побуждая их к решительным действиям. При этом он предоставлял младшим флагманам и командирам кораблей возможность поступить «каждому по способности случая», не сковывая их инициативы.
В ходе сражения со всей очевидностью сказалось преимущество в морской выучке и артиллерийской подготовке русских моряков. Кроме того, их стойкость и мужество значительно способствовали достижению победы.
В результате турки потеряли пять с половиной тыс. человек ранеными и убитыми, русские — всего 21(!) человека убитыми и 25 ранеными. Столь огромная разница объяснялась исключительной смелостью и решительностью атак русских кораблей, заставлявших турок приходить в смятение и стрелять без должной выдержки и наводки.

#### Сражение у мыса Калиакрия

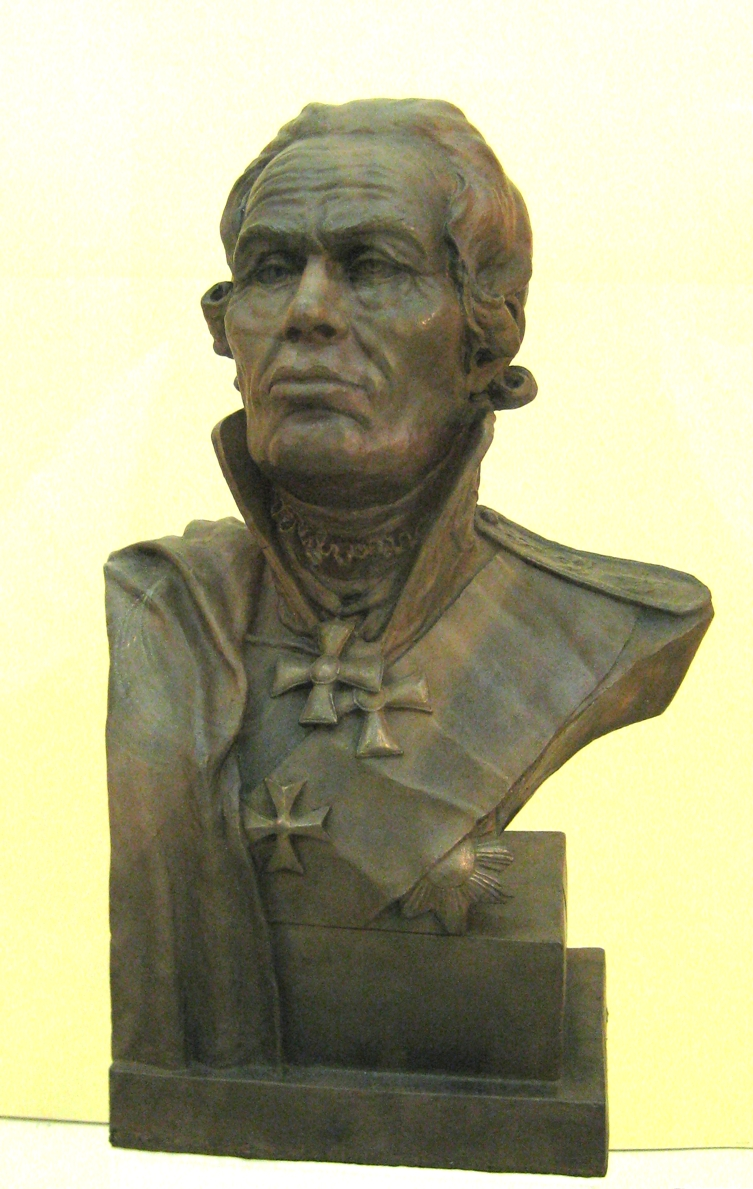
Реконструкция облика по черепу, академик М. М. Герасимов

Сражение у мыса Калиакрия произошло 31 июля 1791 года. Турецкий флот состоял из 18 линейных кораблей, 17 фрегатов и 43 более мелких судов, стоявших на якоре у берега под прикрытием береговых батарей. Черноморский флот под командованием Ф. Ф. Ушакова состоял из 16 линейных кораблей, 2 фрегатов, 2 бомбардирских кораблей, 17 крейсерских судов, брандера и репетичного судна. Соотношение орудий было 1800 против 980 в пользу турок. Состав сил турецкого флота претерпел изменения. Он был усилен за счёт алжирско-тунисских корсаров под командованием Сеит-Али, успешно действовавших в Средиземном море в кампании 1790 года против отряда российского арматора майора Ламбро Качиони. Для этих целей повелением султана им были выделены 7 линейных кораблей из состава турецкого флота, из которых была сформирована эскадра, независимая от капудан-паши.
Для сокращения времени подхода к противнику Ушаков стал сближаться с ним, оставаясь в походном ордере трёх колонн, не теряя времени на разворачивание в боевой строй. В результате исходное невыгодное тактическое положение Черноморского флота становилось выгодным для атаки. Обстановка начала складываться в пользу Черноморского флота. Неожиданное появление русского флота привело противника «в замешательство». На турецких кораблях в спешке стали рубить канаты и ставить паруса. Не справившись с управлением на крутой волне, при порывистом ветре, несколько кораблей столкнулись друг с другом и получили повреждения.
Алжирский флагман Сеит-Али, увлекая за собой весь турецкий флот, с двумя кораблями и несколькими фрегатами попытался выиграть ветер и, как в предыдущих сражениях, обогнуть головные корабли Черноморского флота. Однако, разгадав манёвр алжирского паши, контр-адмирал Ушаков, заканчивая перестроение флота в боевой ордер, на самом быстроходном флагманском корабле «Рождество Христово», вопреки устоявшемуся в морской тактике правилу, согласно которому командующий находился в центре боевого порядка, вышел из кильватерной колонны и пошёл вперёд, обгоняя свои передовые корабли. Это позволило ему сорвать замысел алжирского паши, и метким огнём с дистанции 0,5 кбт нанести ему значительный урон. В результате алжирский флагман был повреждён и вынужден отойти внутрь своего боевого построения.
В районе 17 часов уже весь Черноморский флот, сблизившись с противником на предельно короткую дистанцию, атаковал турецкий флот. Экипажи русских кораблей, следуя примеру своего флагмана, сражались с большим мужеством.
Флагманский корабль Ушакова, став передовым, вступил в бой с четырьмя кораблями, не давая им развить атаку. Одновременно Ушаков приказал сигналом «Иоанну Предтече», «Александру Невскому» и «Феодору Стратилату» подойти к нему. Но, когда они приблизились к «Рождеству Христову», все четыре алжирских корабля были уже настолько повреждены, что отошли от линии сражения и открыли своего пашу. «Рождество Христово» вошёл в середину турецкого флота, ведя огонь с обоих бортов, и продолжил поражать корабль Сеит-Али и ближайшие к нему суда. Этим манёвром Ушаков окончательно нарушил боевой порядок передовой части турок.
К этому времени все силы обоих флотов были задействованы в сражении. Осуществляя устойчивое огневое поражение противника, Черноморский флот с успехом развивал атаку. При этом турецкие корабли были настолько стеснены, что стреляли друг в друга. Вскоре сопротивление турок было сломлено и они, обратившись к русскому флоту кормой, пустились в бегство.
Густой пороховой дым, окутавший поле боя и наступившая темнота воспрепятствовали продолжению преследования противника. Поэтому в половине девятого вечера Ушаков был вынужден прекратить погоню и стать на якорь. На рассвете 1 августа на горизонте уже не было ни одного неприятельского корабля. 8 августа Ушаков получил известие от генерал-фельдмаршала Н. В. Репнина о заключении 31 июля перемирия и повеление о возвращении в Севастополь.
Как и в предыдущем сражении, тактика Ушакова носила активный наступательный характер, а использование тактических приёмов определялось конкретно складывающейся обстановкой. Проход между берегом и флотом противника, сближение в походном ордере, постановка кордебаталии (центральной эскадры флота) и флагманского корабля в голову кильватерной колонны позволили русскому командующему в максимальной степени использовать фактор внезапности, атаковать противника из тактически выгодного положения и сорвать его замысел. Главный удар был нанесён по передовой, наиболее активной части противника, в кильватере которой шёл весь остальной турецкий флот вместе с капудан-пашой. Это позволило нарушить строй турецких кораблей и, несмотря на существенное преимущество противника в артиллерии, осуществлять его эффективное огневое поражение с коротких дистанций, в результате которого неприятель понёс большие потери в живой силе и материальной части.

#### Вклад в военную науку
В ходе русско-турецкой войны 1787—1791 годов Ф. Ф. Ушаков сделал серьёзный вклад в развитие тактики парусного флота. Опираясь на совокупность принципов подготовки сил флота и военного искусства, используя накопленный тактический опыт, Ф. Ф. Ушаков без колебаний перестраивал эскадру в боевой порядок уже при непосредственном сближении с противником, минимизируя таким образом время тактического развёртывания. Вопреки сложившимся тактическим правилам нахождения командующего в середине боевого порядка, Ушаков смело ставил свой корабль передовым и занимал при этом опасные положения, поощряя собственным мужеством своих командиров. Его отличали быстрая оценка боевой обстановки, точный расчёт всех факторов успеха и решительная атака. В связи с этим, Ф. Ф. Ушакова по праву можно считать основателем русской тактической школы в военно-морском деле. В отечественной исторической науке тактические приёмы Ф. Ф. Ушакова получили наименование «манёвренная тактика».

### Строительство Севастопольского порта
По окончании войны Ушаков, продолжая командовать Черноморским флотом, вплотную занялся строительством Севастопольского порта. Под его руководством строились казармы, госпитали, дороги, рынки, устраивались колодцы, была перестроена соборная церковь Св. Николая, учреждены перевозы через бухты, устраивались загородные гулянья.

### Война первой коалиции
В ноябре 1792 года Ушаков был вызван Екатериной II в Петербург.
Весной 1793 года он вернулся в Севастополь, 2 сентября 1793 был произведён в вице-адмиралы.
С 1794 года по август 1798 года, в связи с революционными событиями во Франции, эскадры Черноморского флота под командованием Ушакова ежегодно выходили в море в крейсерское плавание с целью прикрытия берегов России от нападений французского флота в случае его появления в Чёрном море.

### Война второй коалиции
В 1798—1800 годах — императором Павлом I вице-адмирал Ф. Ф. Ушаков назначен командующим российской эскадрой в Средиземном море. Задачей Ф. Ф. Ушакова являлось овладение Ионическими островами, блокада французских войск в Египте, нарушение коммуникаций и содействие английской эскадре контр-адмирала Г. Нельсона во взятии о. Мальта антифранцузской коалицией.

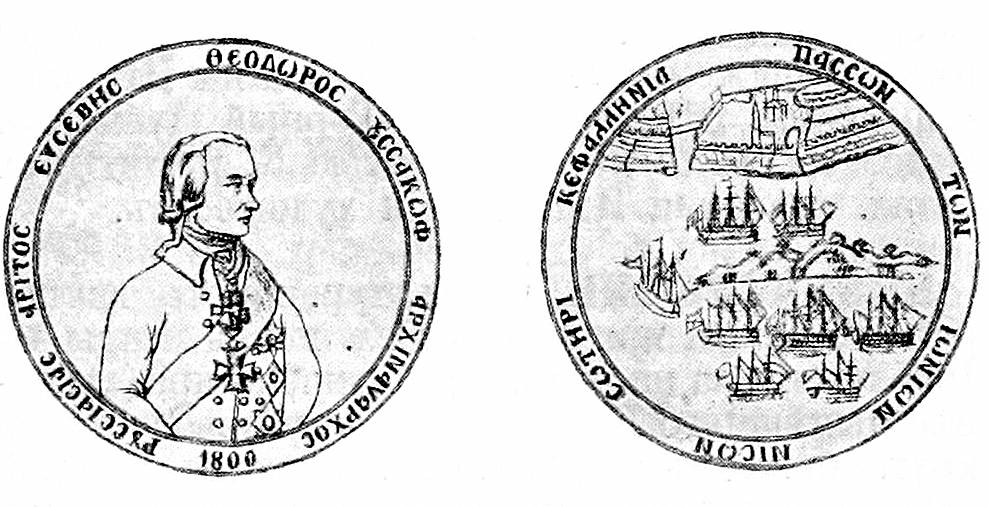
Медаль подаренная Ушакову в 1800 году жителями Кефалинии (рис. из «ВЭС»)

Во время Средиземноморского похода 1798—1800 годов вице-адмирал Ф. Ф. Ушаков проявил себя как крупный флотоводец, искусный политик, а также как государственный деятель при создании греческой Республики Семи Островов под протекторатом России и Турции. Показал образцы организации взаимодействия армии и флота при овладении Ионическими островами и особенно островом Корфу (Керкира), при освобождении от французов Италии, во время блокады Анконы и Генуи, при овладении Неаполем и Римом. В ходе похода имел разногласия с британским адмиралом Нельсоном относительно блокады (предложение Нельсона) или штурма (предложение Ушакова) острова Мальты.
В 1799 году произведён в адмиралы. В 1800 году эскадра адмирала Ушакова вернулась в Ахтиар. При уходе русского флота с Ионических островов в Чёрное море кефалонийцы, в знак признательности, поднесли Ушакову большую золотую медаль с изображениями адмирала (надпись вокруг: «Доблестный благочестивый Фёдор Ушаков, главнокомандующий русским флотом»), крепости Корфу и островка Видо, между которыми стоят 2 французских корабля, а перед Видо — 6 русских кораблей (надпись: «Всех Ионических островов спасителю Кефалония»).

### Последние годы

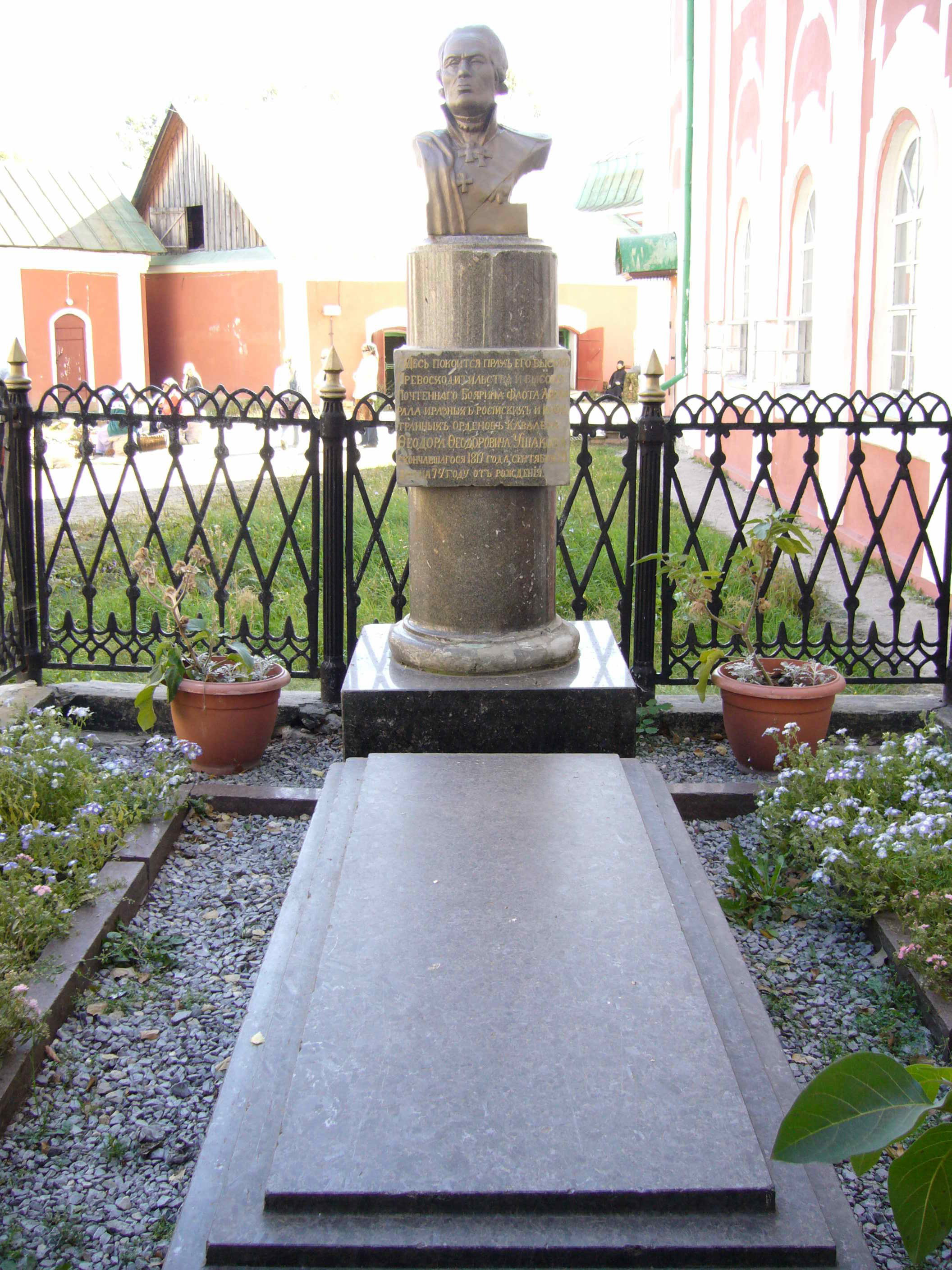
Могила Ушакова в Санаксарском монастыре, сентябрь 2007 года

С 29 мая 1802 года был главным командиром Балтийского гребного флота. 15 июня 1804 года произведён в адмиралы белого флага. С 27 сентября 1804 года являлся начальником флотских команд в Санкт-Петербурге с оставлением в должности главного командира Балтийского гребного флота. 17 января 1807 года по прошению уволен в отставку «с мундиром и пенсией».
Первое время жил в Санкт-Петербурге, в 1810 году поселился в приобретённой им деревне Алексеевке Темниковского уезда Тамбовской губернии, близ Санаксарского монастыря. Во время Отечественной войны 1812 года Ушаков был избран начальником ополчения Тамбовской губернии, но из-за болезни отказался от должности, однако пожертвовал свои сбережения на формирование Темниковского полка и организацию госпиталя.

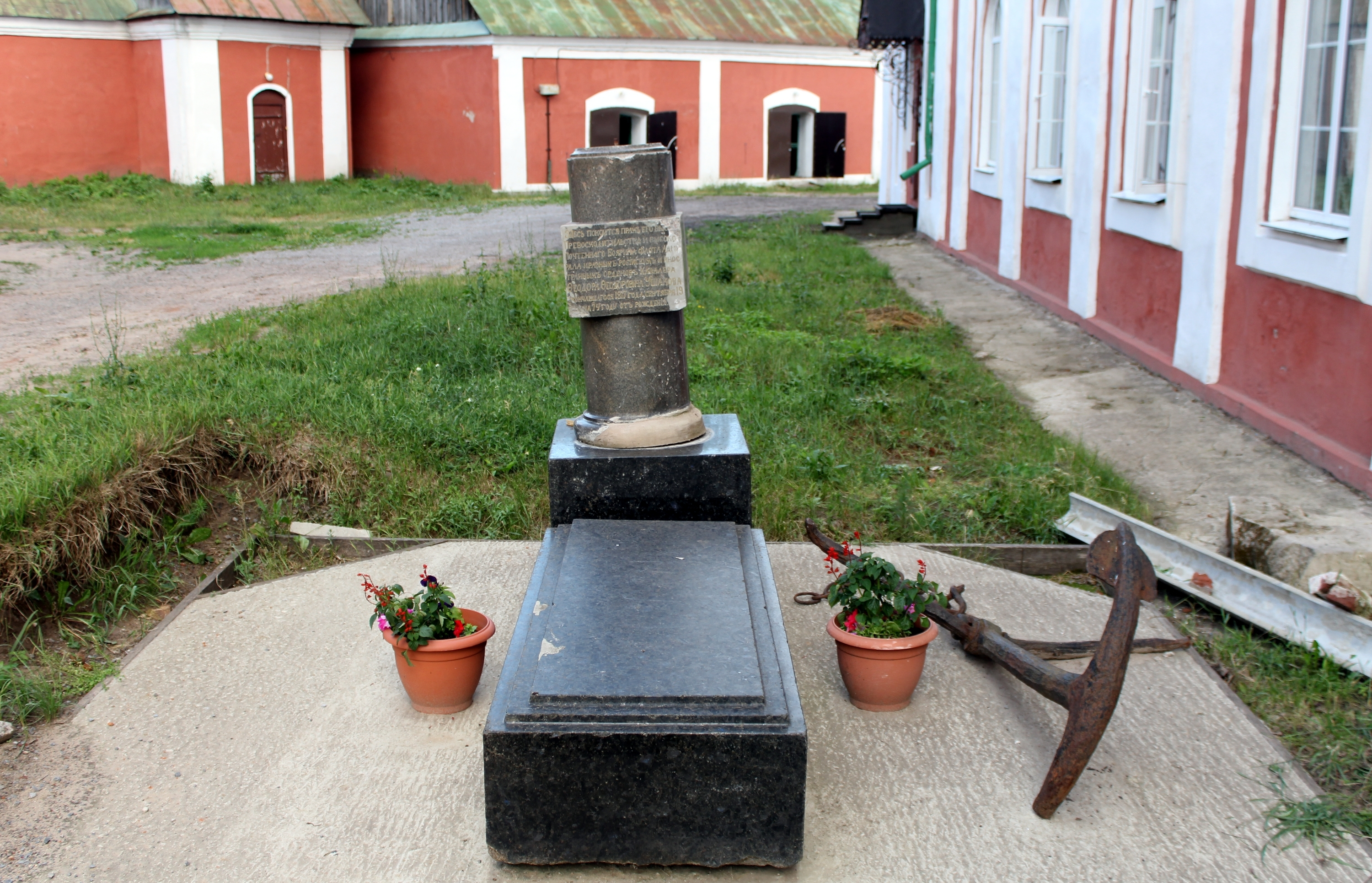
Состояние могилы в 2014 году

В последние годы жизни в имении Ушаков посвятил себя молитве и широкой благотворительной деятельности. Согласно сообщению иеромонаха Нафанаила архиепископу Тамбовскому Афанасию:

Оный адмирал Ушаков… и знаменитый благотворитель Санаксарской обители по прибытии своём из Санкт-Петербурга около восьми лет вёл жизнь уединённую в собственном своём доме, в своей деревне Алексеевке, расстояние от монастыря через лес версты три, который по воскресным и праздничным дням приезжал для богомоления в монастырь к служителям Божьим во всякое время, а в Великий пост живал в монастыре в келье для своего посещения… по целой седьмице и всякую продолжительную службу с братией в церкви выстаивал неукоснительно, слушая благоговейно. В послушаниях же в монастырских ни в каких не обращался, но по временам жертвовал от усердия своего значительным благотворением, тем же бедным и нищим творил всегдашние милостивые подаяния в всепомощи. В честь и память благодетельного имени своего сделал в обитель в Соборную церковь дорогие сосуды, важное Евангелие и дорогой парчи одежды на престол и на жертвенник. Препровождал остатки дней своих крайне воздержанно и окончил жизнь свою, как следует истинному христианину и верному сыну Святой Церкви.

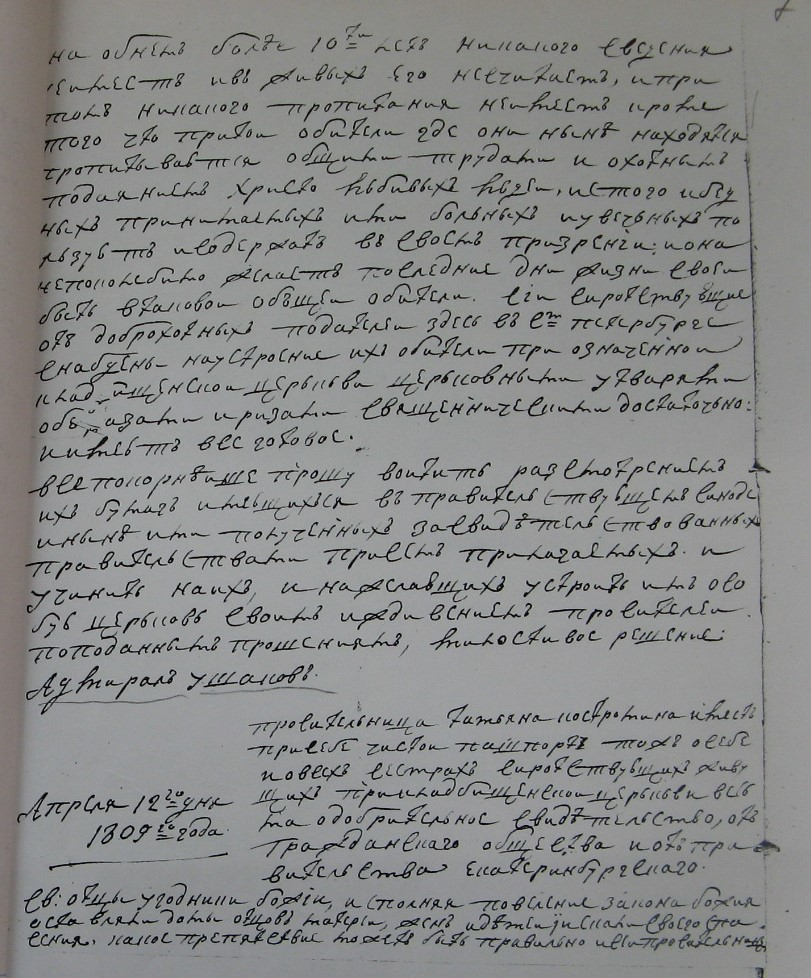
Обращение Ушакова в Синод с поддержкой инициативы об открытии Ново-Тихвинского женского монастыря, 12 апреля 1809 года

Ушаков способствовал созданию в Екатеринбурге Ново-Тихвинского женского монастыря: за несколько лет смог добиться согласия церковных и светских властей на создание монастыря и нашёл жертвователей (требовалось при открытии монастыря построить для него отдельную церковь).
Флотоводец умер 2 [14] октября 1817 в своём имении в деревне Алексеевке (ныне в Темниковском районе, Республика Мордовия). Отпевали Ушакова в Спасо-Преображенской церкви города Темникова. Когда гроб с телом усопшего адмирала при большом стечении народа был вынесен на руках из города, его хотели положить на подводу, но народ продолжал нести его до самой Санаксарской обители, где он и был похоронен.

## Портреты

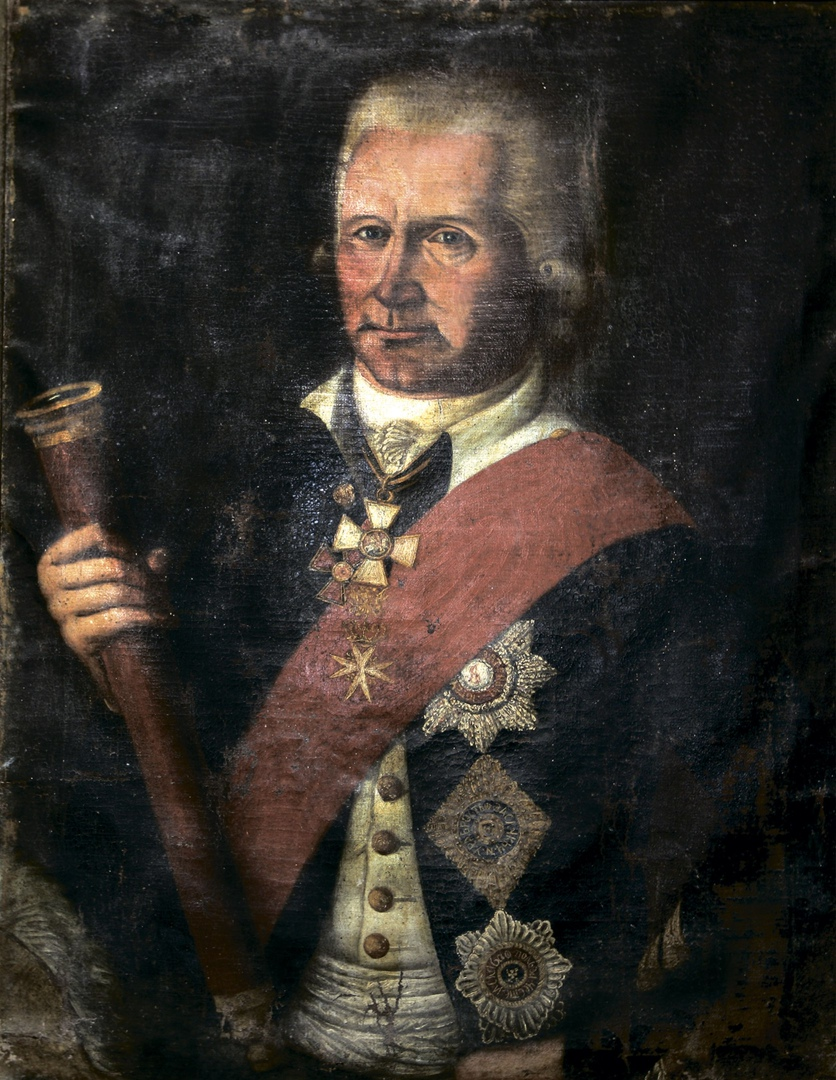
Портрет работы неизвестного художника, ноябрь 1798 — март 1799 годов, остров Корфу.
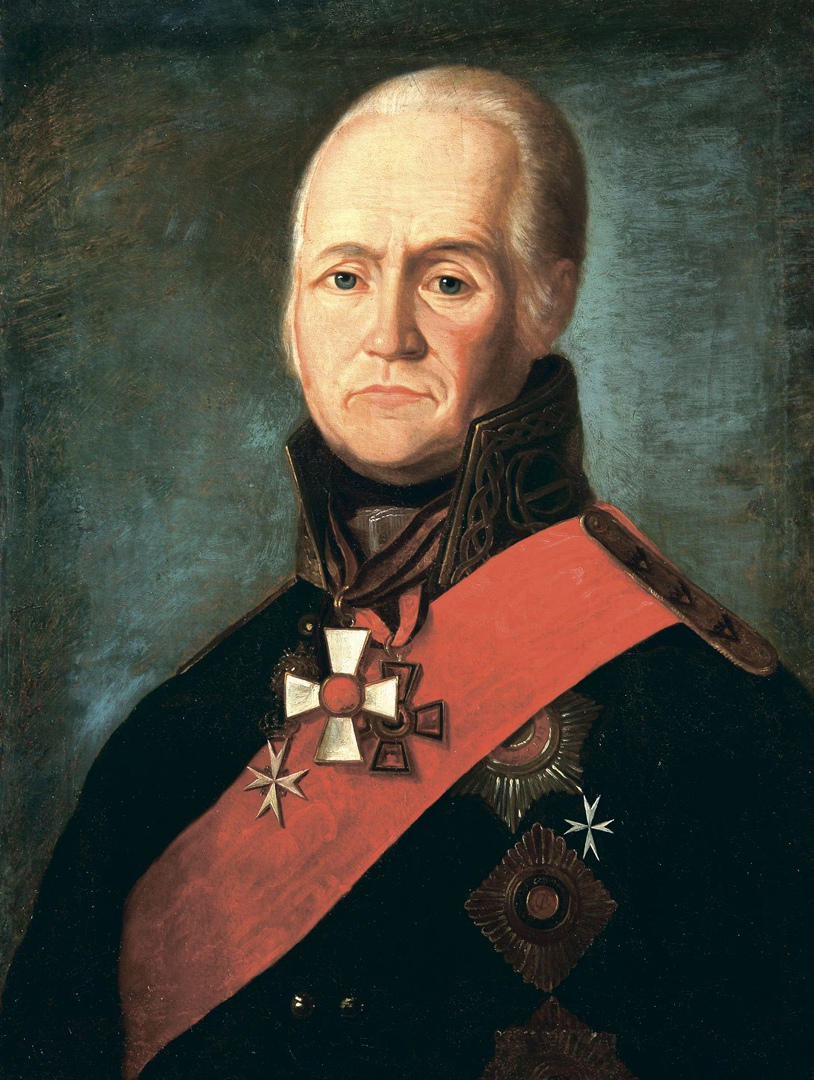
Портрет работы неизвестного художника, середина XIX в.
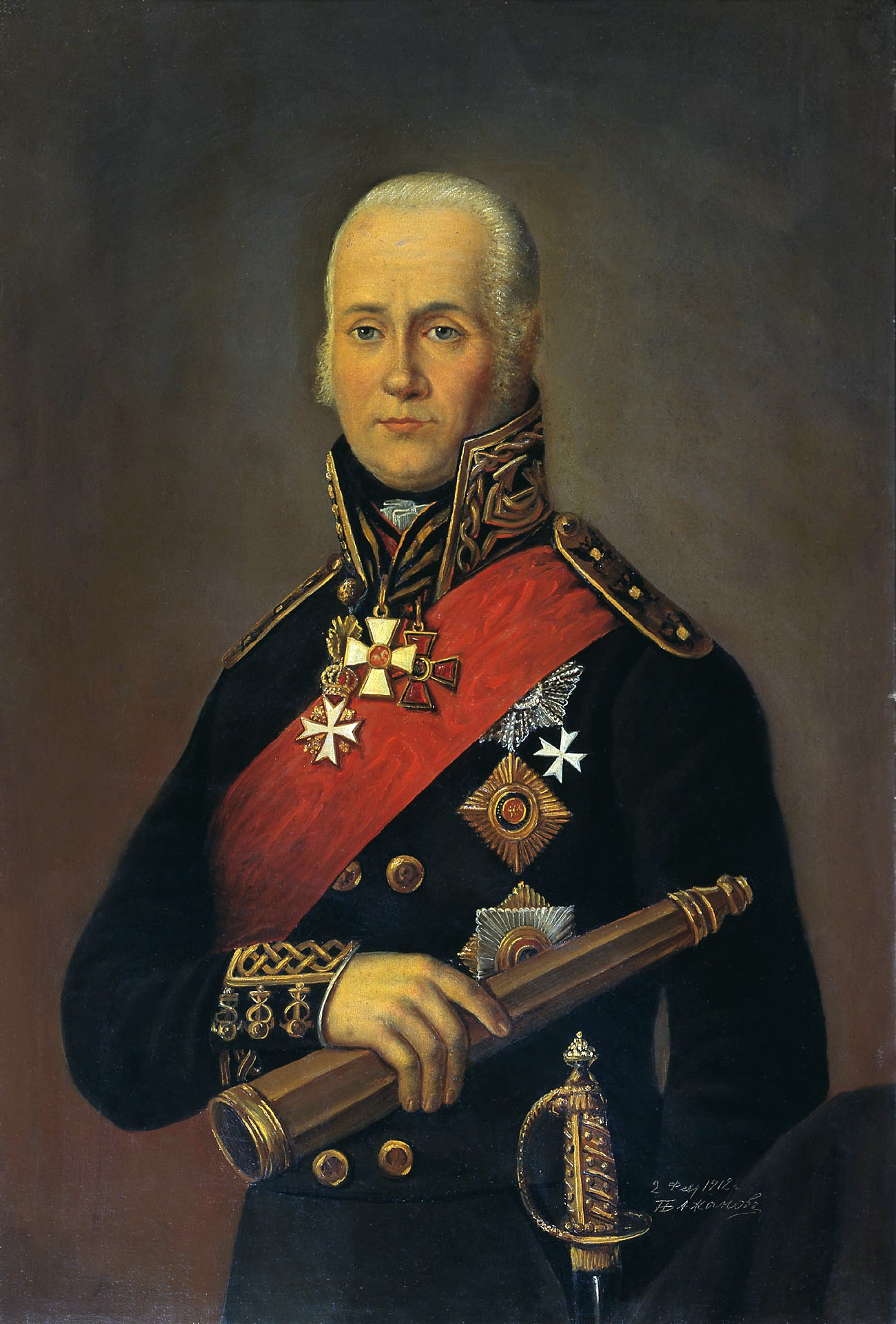
Портрет работы Петра Бажанова, 1912 г.

## Историческое значение
Адмирал Фёдор Ушаков, по оценкам военных историков, выступил реформатором морской тактики. Не отходя от общих принципов, он действовал наступательно, активно используя манёвр. Он предоставлял командирам кораблей определённую свободу в действиях, позволявшую его флоту быть более манёвренным. Нередко применял нестандартные тактические приёмы. Например, сосредотачивал усилия силами фрегатов на направлении главного удара. В результате корабли, находившиеся под его командованием, маневрировали быстрее, а стреляли точнее. Своими стремительными действиями Ушаков вносил хаос в линию противника. Новаторские идеи Ушакова и их реализация произвели уникальный эффект. Адмирал не проиграл ни одного из пяти сражений. Слава о непобедимом Ушакове гремела по всей Европе. Его признавали даже англичане, ревнивые к своему авторитету на морях. Правда, приоритет они отдавали своему знаменитому соотечественнику — Горацио Нельсону. Однако экскурс в историю показывает, что Нельсон во многом шёл по стопам Ушакова.

## Награды
- Орден Святого Владимира 4-й степени (1785) — За успешную борьбу с чумной эпидемией, за организацию и продолжение работ по строительству кораблей[24]
- Орден Святого Владимира 3-й степени (1788)
- Орден Святого Георгия 4-й степени (22 октября 1788)
- Орден Святого Владимира 2-й степени (1790)
- Орден Святого Георгия 2-й степени (16 сентября 1790)
- Орден Святого Александра Невского (14 октября 1792)
- Алмазные знаки к ордену Святого Александра Невского (1798)
- Орден Святого Иоанна Иерусалимского, командорский крест (1798)
- Челенк (Османская империя, 1799)
- Орден Святого Януария (Неаполитанское королевство, 1799)
- Золотое оружие (Республика Семи Соединённых Островов)

### Филателия

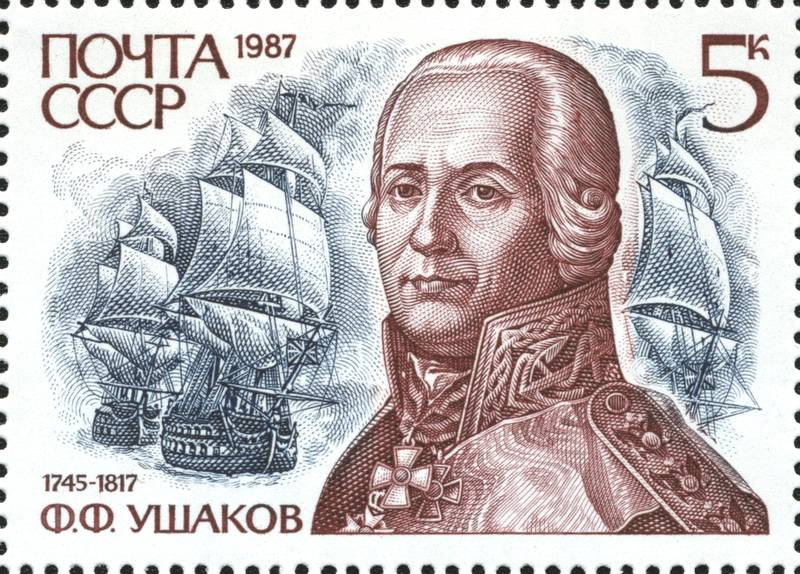
Почтовая марка СССР, 1987 год

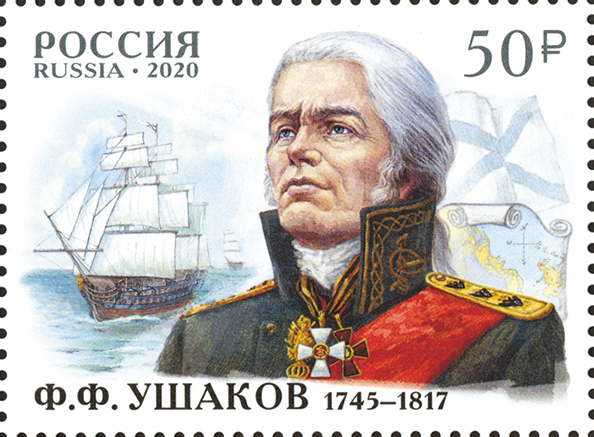
Почтовая марка России,
2020 год

### Нумизматика

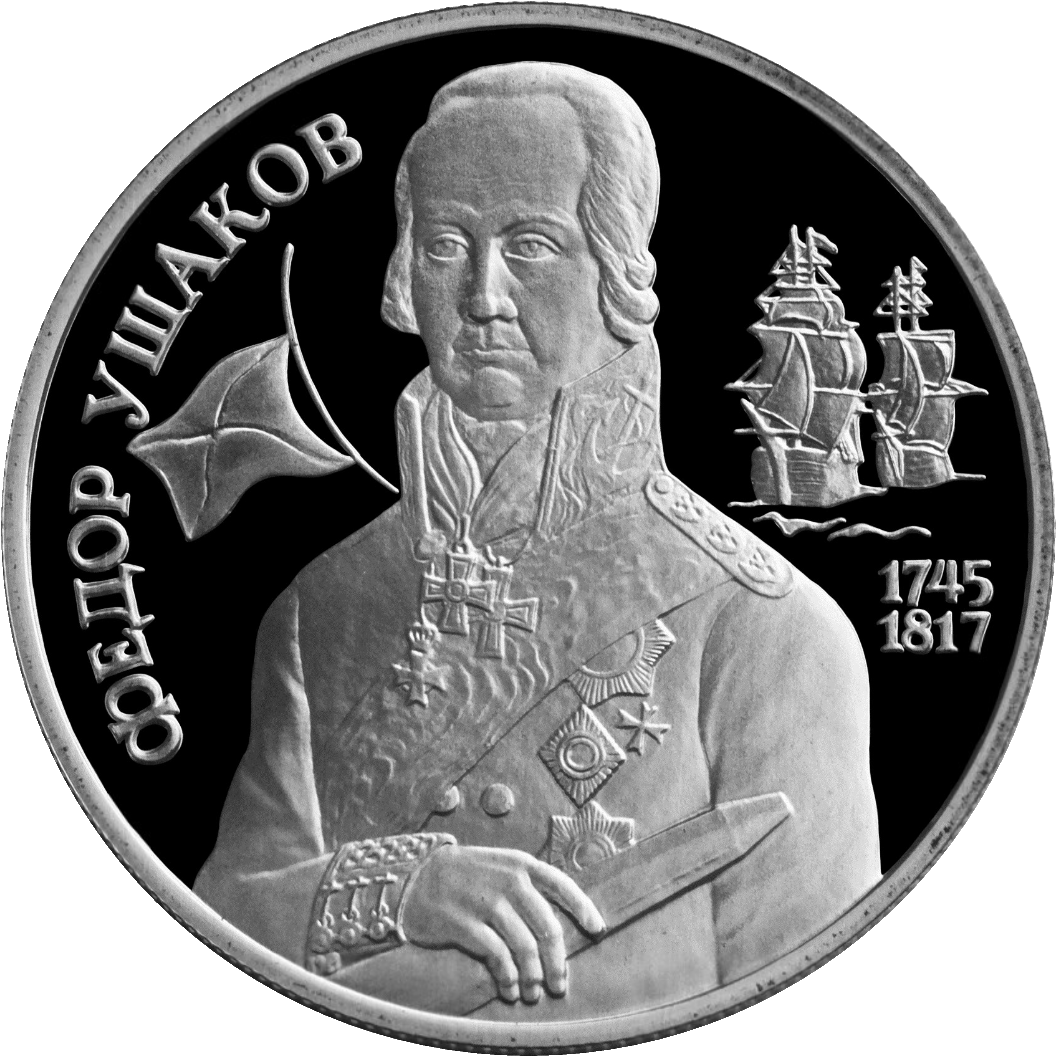
Памятная монета Банка России, посвящённая 250-летию со дня рождения Фёдора Ушакова. Номинал 2 рубля, серебро, 1994 год

## Память

### Именной военный орден

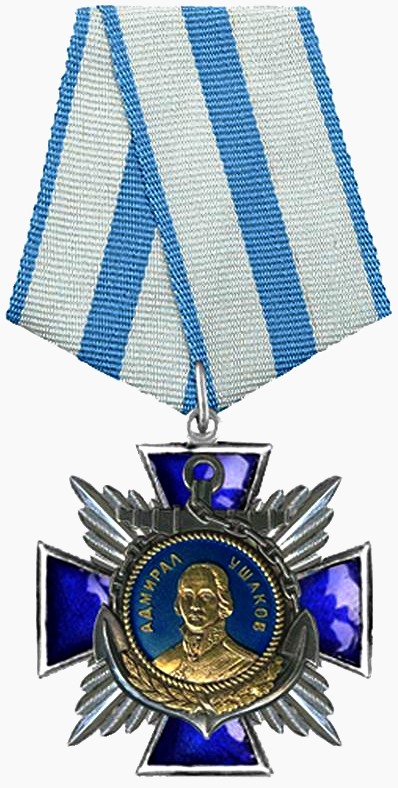
Орден Ушакова (Российская Федерация)

3 марта 1944 года Президиум Верховного совета СССР учредил орден Ушакова двух степеней для награждения офицеров Военно-Морского Флота. После распада СССР орден был сохранён в системе государственных наград Российской Федерации. Также была учреждена медаль Ушакова, которая была сохранена в наградной системе Российской Федерации. 

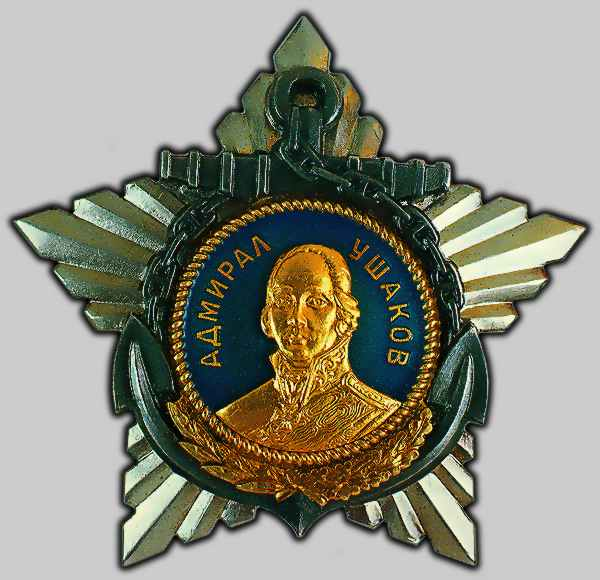
Орден Ушакова 1-й ст.

### Увековечивание памяти

Памятник адмиралу Ушакову возле Морского Никольского собора в Кронштадте

Наряду с образом героя обороны Севастополя адмирала Павла Нахимова, образ флотоводца адмирала Ушакова является символом славы и победоносных традиций российского флота. Его именем названо множество географических объектов, в разных городах установлены памятники. После канонизации в его честь начали строить храмы.
Географические объекты
- Именем флотоводца названы бухта в юго-восточной части Баренцева моря и мыс на северном побережье Охотского моря.
- В Севастополе в 1893 году улица, проходившая у южной стороны Владимирского собора (усыпальница адмиралов), была названа в честь Ушакова. Это была первая улица в России, названная в честь адмирала. В 1921 году севастопольцы переименовали улицу Ушакова в улицу Марата.
- В октябре 1947 года в Саранске одна из улиц была названа именем Ушакова (первая в СССР).
- В октябре 1947 года в Херсоне именем Ушакова назван главный проспект[25].
- В ноябре 1947 года в Красногорске Сахалинской области одна из улиц была названа именем Ушакова.
- 1 ноября 1953 года в городе Сарове (Арзамас-16) Нижегородской области в честь адмирала Ушакова названа улица.
- В 1954 году в Ленинском районе Севастополя именем Ушакова названа площадь.
- В 1955 году в Ставрополе (ныне — Тольятти) улица Репина переименована в улицу Ушакова в честь 210-летия со дня рождения адмирала.
- В 1963 году в городе Александрове улица 2-я Загородная была переименована в улицу Ушакова.
- 29 апреля 2016 года в Рыбинске имя Ушакова получил бульвар.
- В Москве есть бульвар Адмирала Ушакова и одноимённая станция метро.
- В Санкт-Петербурге в честь адмирала Ушакова названы набережная и мост
- В Темникове есть улица Ушакова.
- В Греции на острове Корфу есть улица Ушакова.
- В Ярославле именем Ушакова назван проезд.
- В Челябинске улица названа именем адмирала Фёдора Ушакова.
- В Мурманске есть улица Ушакова, на ней установлена памятная доска.
- В Одессе переулок носит имя Ушакова.

Памятники
- Памятник Ушакову установлен на территории штаба Черноморского флота ВМФ России в Севастополе.
- В городе Рыбинске, в окрестностях которого находится родина адмирала, установлен его бюст.

Бюст адмирала Фёдора Ушакова на бульваре Ушакова в Рыбинске.

- В деревне Алексеевке, установлен памятник (стела) на месте, где находилась усадьба Ушакова.
- В 1957 году в Херсоне перед зданием судомеханического техникума установлен памятник флотоводцу, который в октябре 2022 года вместе с памятником Суворову был вывезен отступавшими российскими войсками[26].
- В 1983 году в Севастополе у площади Ушакова установлен бюст прославленного русского адмирала.
- В 2001 году установлен памятник в Ростове-на-Дону (улица Береговая).
- В октябре 2002 года в Греции на острове Корфу установлен памятник адмиралу Фёдору Ушакову[27].
- В 2006 году в городе Тутаеве установлен бюст Ушакова, который воздвигли на месте снесённого памятника революционеру Панину. Центральная улица левобережной части города Тутаева носит имя Ушакова, в Тутаеве действует музей адмирала Ушакова и Русского флота[28].
- 4 августа 2006 года в Сарове (Арзамас-16) установлен и торжественно открыт памятник адмиралу Ушакову.
- 10 августа 2006 года в Болгарии болгарское правительство, командующий Болгарским черноморским флотом и российский посол открыли, а патриарх Болгарской православной церкви в сослужении с митрополитом Варненским освятили новый памятник адмиралу Феодору Ушакову на мысе Калиакре.
- 11 апреля 2009 года в Керчи, в годовщину освобождения города от немецко-фашистских захватчиков, установлен памятник адмиралу Фёдору Ушакову.
- В 2013 году в Ейске (Краснодарский край) был установлен бронзовый бюст адмирала Ушакова.
- 24 апреля 2013 года в городе Мессине, Сицилия, Италия состоялась церемония открытия бюста адмирала Феодора Ушакова и площади Русских моряков[29]. ФГУП «Марка» выпустило по этому поводу в обращение почтовую карточку с литерой «B» (каталожный номер 2013—106/1).
- 6 июня 2013 года возле села Хопылево, где крестили Фёдора Ушакова, открыли стелу, посвящённую адмиралу[30].
- 13 октября 2013 года на острове Закинтос (Закинф), Греция, у стен храма Святого Дионисия был установлен бронзовый бюст адмирала. Мэр Закинтоса Стелиос Бозикис при открытии памятника заявил: «Именно этот человек во главе морской эскадры освободил в 1798 году Закинтос от французских захватчиков, которые, к сожалению, никак не соответствовали провозглашённым идеалам французской революции. Затем Ушаков освободил и все другие Ионические острова, где в 1800 году возникло первое независимое греческое государство»[31].
- В 2015 году в Тамбове был открыт памятник адмиралу Ушакову[32].
- В 2015 году в Кронштадте на Якорной площади у Морского собора во имя Святителя Николая Чудотворца открыт памятник адмиралу Ф. Ф. Ушакову (скульптор В. Горевой)[33].
- В октябре 2016 года бюст Ушакова установлен в Военном музее в Салониках (Греция). В торжественном мероприятии приняли участие официальная делегация Балтийского флота, представители российского посольства и вооружённых сил Греции[34].
- В 2017 году в Мурманске у входа в Нахимовское военно-морское училище среди прочих установлен бюст Ушакова.
- 29 июля 2018 года в День Военно-морского флота России в посёлке Бурмакино в Ярославской области открыт памятник адмиралу Ушакову.
- В 2019 году в Темникове установлен памятник адмиралу Ушакову, автором которого является заслуженный художник России, скульптор Юрий Злотя[35].
- В 2021 году в Новофёдоровке на территории храма праведного воина Феодора Ушакова установлен памятник адмиралу[36].
- 25 ноября 2021 года в Санкт-Петербурге установили закладной камень на месте будущего памятника адмиралу Фёдору Ушакову[37]. 28 июля 2024 года в День Военно-Морского Флота России памятник Ушакову установлен на площади Труда перед зданием, в котором размещается Центральный военно-морской музей. Скульптор В. Маначинский, архитекторы — Анатолий и Лада Черновы[38]. Общая высота монумента около 8 м. Высота фигуры адмирала — 3,6 м.[39] 14 октября 2024 года митрополит Санкт-Петербургский и Ладожский Варсонофий осветил памятник[40].
- 27 июля 2025 года в Санкт-Петербурге на территории Главного адмиралтейства установлен бюст Фёдору Ушакову. Этот памятник стал первым в планируемой аллее славы в сквере адмиралтейства[41].

Музеи
- В 1966 году в Темникове открыт краеведческий музей имени Ушакова. В музее адмиралу посвящён отдельный зал с редкими экспонатами. Музей расположен в построенном самим Ушаковым здании бывшего госпиталя для солдат Отечественной войны 1812 года.
- С 2016 года в городе Рыбинске действует музей Ушакова.

Учебные заведения
- Государственный морской университет в Новороссийске носит имя адмирала Ушакова.
- В Херсоне имя адмирала получил Херсонский государственный морской институт.
- В Калининграде именем адмирала назван военно-морской институт.

Суда
- Имя Ушакова носили боевые корабли Военно-морского флота:
  - Броненосец береговой обороны «Адмирал Ушаков» построен в 1893-м, погиб в Цусимском сражении (1905).
  - Крейсер «Адмирал Ушаков» (1953—1987).
  - В 1992 году тяжёлый атомный ракетный крейсер «Киров» был переименован в «Адмирал Ушаков».
  - С 2004 года имя Ушакова носит эсминец «Адмирал Ушаков» проекта 956.
- Самоподъёмная модульная платформа, инженерное судно «Фёдор Ушаков», предназначенное для проведения различных инженерных работ в прибрежных водах[42].

Разное
- В честь Ушакова назван астероид 3010 Ushakov.
- С 2002 года на острове Корфу в Греции проходят дни памяти Фёдора Ушакова[43].
- В 2006 году в Тольятти на доме по улице Мира, 23 установлено мозаичное панно работы заслуженного художника РФ А. М. Кузнецова, посвящённое адмиралу Ушакову[44].
- 14 сентября 2007 года в Керчи на здании ЮгНИРО, на месте бывшего адмиралтейства, открыта мемориальная доска в честь адмирала Ф. Ф. Ушакова.
- 2 ноября 2009 года организации ветеранов ВМФ города Сарова присвоено имя адмирала Ушакова.
- 25 апреля 2011 года в Сарове открыт «Саровский музей военно-морской славы», в котором демонстрируется единственная в мире реконструкция мундира Фёдора Ушакова образца 1803 года, в котором он был похоронен в Санаксарском монастыре. Музей обладает единственной передвижной выставкой о жизни и памяти великого адмирала, с 2017 года является ежегодным участником Главного Военно-Морского парада в Санкт-Петербурге и Кронштадте, выставляется в Никольском Морском патриаршем соборе.
- С февраля 2018 года имя адмирала Ушакова носит один из залов управления Национального центра управления обороной Российской Федерации.
- Ежегодно в первое воскресенье августа в память об адмирале на его родине в селе Хопылёво проводится Всероссийский фестиваль культуры и искусства имени святого праведного воина Феодора Ушакова.
- Фёдору Ушакову посвящены два ежегодных конкурса детского художественного творчества всероссийского уровня: очный «Пленэр на родине Ф. Ф. Ушакова» и заочный «Моряк, флотоводец, святой», организатором которых является детская художественная школа Рыбинска[45].

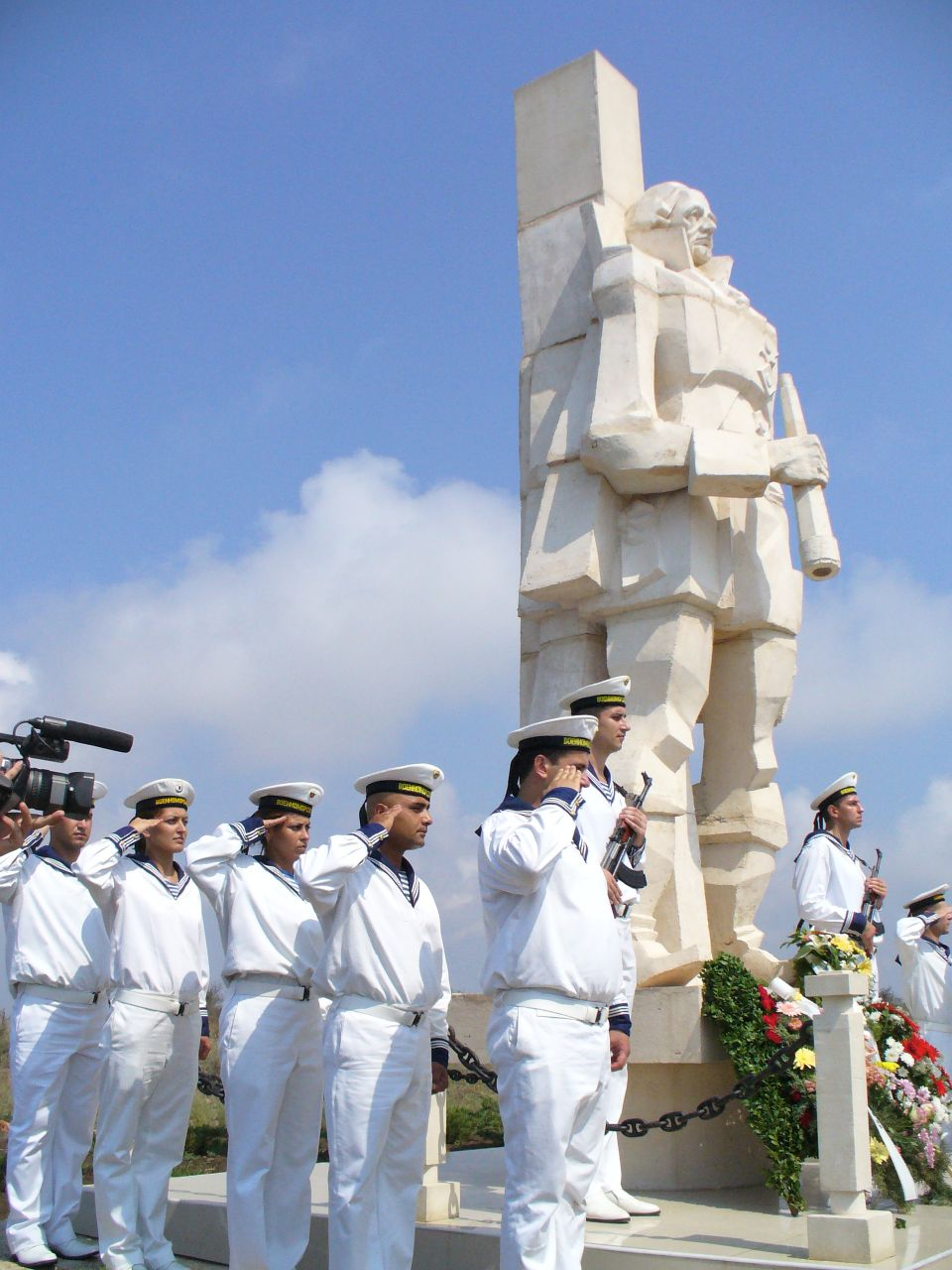
Матросы и офицеры болгарских ВМС отдают воинские почести адмиралу возле памятника ему на мысе Калиакре
Памятник в Тольятти
Памятник на набережной Ростова-на-Дону
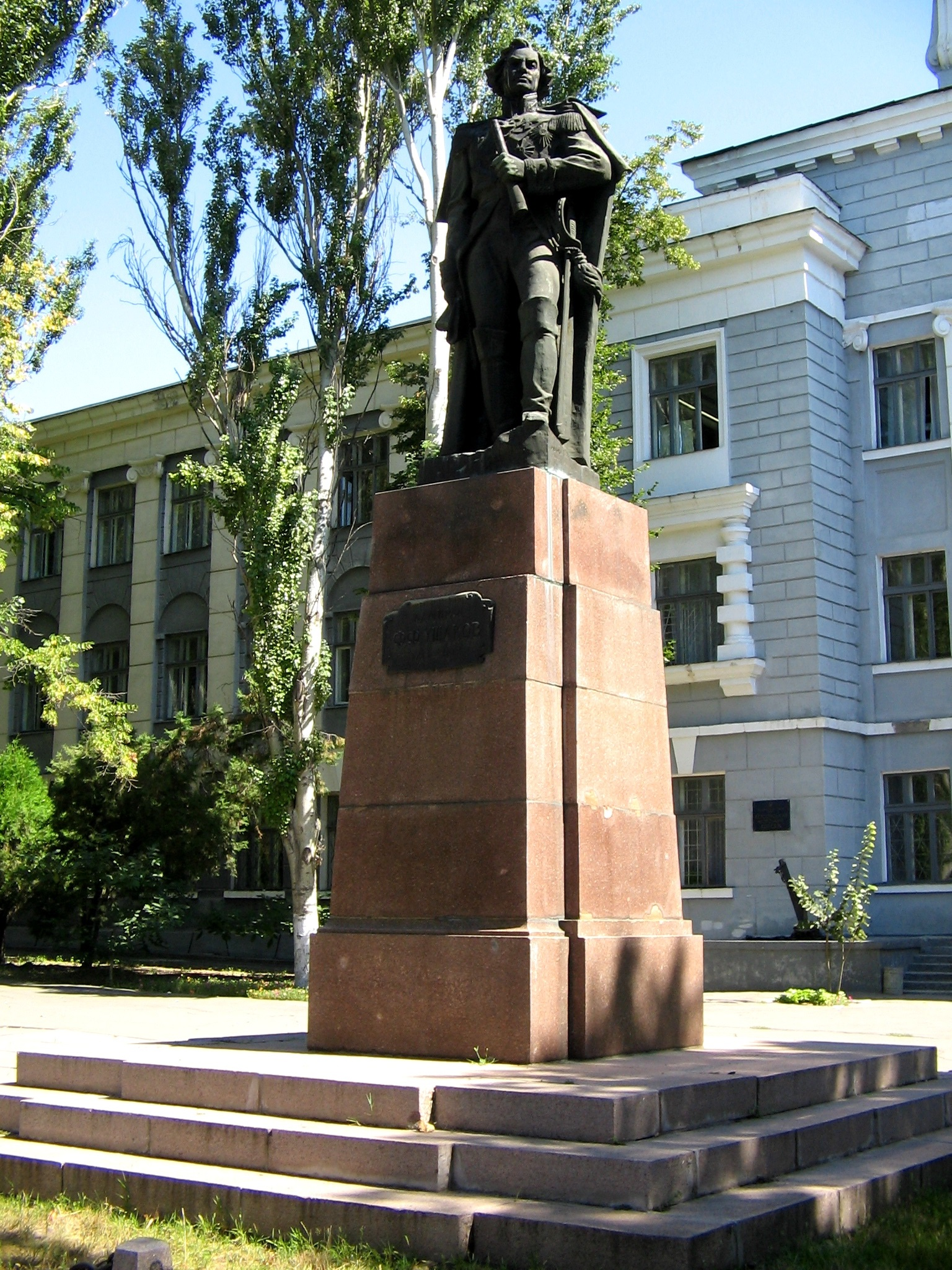
Памятник Ушакову в Херсоне
Стела Фёдору Ушакову на острове Корфу
Бюст святого Феодора Ушакова на острове Закинтос
Памятник Фёдору Ушакову в городе Тутаеве
Бюст адмирала Ушакова в Севастополе
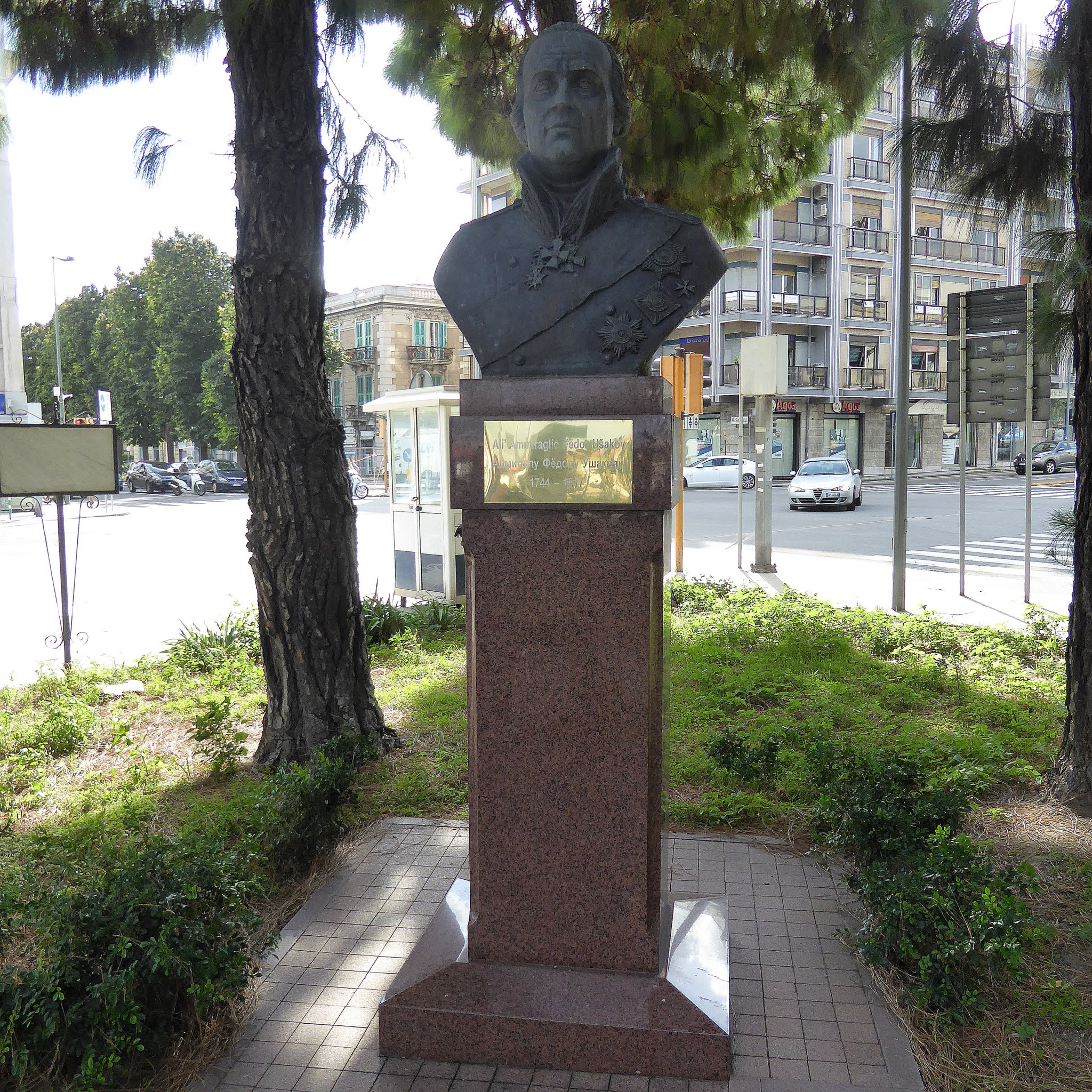
Памятник Федеру Ушакову. Площадь русских моряков (Мессина)

### Канонизация
После революции 1917 года Санаксарский монастырь был закрыт, а часовня, построенная над могилой адмирала, разрушена. В годы Великой Отечественной войны был учреждён орден его имени и возник вопрос о месте погребения адмирала. Была создана государственная комиссия, которая произвела вскрытие могилы адмирала на территории монастыря у стены соборного храма. Впоследствии по найденному черепу был восстановлен облик Ушакова (по методу Михаила Герасимова). Могила адмирала была восстановлена и вместе с остатками монастырского комплекса взята под охрану государства.
5 августа 2001 года Феодор Ушаков был канонизирован Русской православной церковью как местночтимый святой Саранской и Мордовской епархии (чему успешно способствовали братия Санаксарского монастыря, командование ВМФ и Валерий Ганичев). Деяние о его канонизации указало: «Сила его христианского духа проявилась не только славными победами в боях за Отечество, но и в великом милосердии, которому изумлялся даже побеждённый им неприятель… милосердие адмирала Феодора Ушакова покрывало всех». Это был первый случай канонизации флотоводца. Торжества, посвящённые канонизации, прошли 4—5 августа 2001 года в Санаксарском монастыре.
6 октября 2004 года Архиерейский собор Русской православной церкви причислил Фёдора Ушакова к общецерковным святым в лике праведных. Память совершается 23 июля (5 августа) — прославление, 2 (15) октября — преставление и 23 мая (5 июня) — Собор Ростовских святых. Фёдор Ушаков (не следует путать его с его дядей и тёзкой монахом Феодором Санаксарским) почитается как святой покровитель российского военно-морского флота (с 2000 года) и стратегических военно-воздушных сил (с 2005 года).
С 6 августа по 1 сентября 2016 года в честь 15-летия канонизации святого праведного воина адмирала Феодора Ушакова впервые состоялось принесение его мощей из Санаксарского монастыря в город Севастополь.
Храмы в честь святого
В 2000 году в деревне Молочково Солецкого района Новгородской области силами солецкого военного гарнизона на святом источнике близ церкви Успения Богородицы установлена купальня во имя святого Феодора Ушакова.
В 2002 году в Архангельске в здании учебного отряда Беломорской ВМБ Северного флота в Соломбале (бывшее здание Архангельского флотского полуэкипажа) епископ Архангельский и Холмогорский Тихон (Степанов) освятил домовый храм во имя святого праведного воина Феодора Ушакова. После передачи здания УФСИН РФ по Архангельской области богослужения в храме возобновлены в 2012 году.
В Херсоне в 2002 году построена церковь Святого Феодора Ушакова.
4 июня 2010 года в Анапе на территории Института береговой охраны ФСБ России открыт храм-часовня в честь праведного воина Феодора Ушакова.
В честь святого праведного воина Феодора Ушакова (адмирала Ушакова) возведены: кафедральный собор в городе Саранске (5 августа 2006), храм-часовня в Красноармейском районе города Волгограда (2011), малый храм и памятник на подворье кафедрального собора Рождества Христова в городе Волгодонске Ростовской области, домовый храм в Морской кадетской школе № 1700 (Москва). По данным на август 2012 года, строятся ещё два храма: храм в микрорайоне Купавна города Железнодорожного Московской области и храм на площади Победы в городе Советская Гавань Хабаровского края. В 2013 году в Северодвинске на территории АО «ЦС» Звездочка" на о. Ягры был освящён храм во имя св. Феодора Ушакова. В Москве зимой — весной 2014 года был построен и освящён деревянный храм в честь святого праведного воина Феодора Ушакова (на Перовской улице), в храме хранится икона святого с частицею его мощей. 15 апреля 2012 года основан храм святого праведного воина Феодора Ушакова в Санкт-Петербурге (проспект Королёва, 7).
В конце 2013 года в городе Сочи освящён храм, возведённый в честь святого праведного Феодора Ушакова.
15 октября 2014 года из Саранской епархии передана частица мощей праведного воина Феодора Ушакова вновь возведённому храму в его честь в посёлке Новофёдоровка Сакского района Республики Крым. В январе 2015 года этот новый и единственный в Крыму храм в честь праведного воина Феодора Ушакова был освящён.
В апреле 2015 году в московском районе Южное Бутово патриарх Кирилл совершил освящение закладного камня в основание храма в честь святого Феодора Ушакова в память о погибших сотрудниках спецслужб.
В октябре 2020 года бюст Ушакова установлен перед входом в храм Святого праведного воина Феодора Ушакова на территории пункта материально-технического обеспечения ВМФ России в Тартусе (Сирия).

## Образ в культуре
- «Адмирал Ушаков», «Корабли штурмуют бастионы» (оба фильма — СССР, 1953, режиссёр — Михаил Ромм). В роли Фёдора Ушакова — Иван Переверзев.
- Исторический роман Михаила Петрова «Боярин Российского флота» («Адмирал Ушаков»), 1993 год.
- Фильм «Адмирал Ушаков. Восхождение» (2024), режиссёр Сергей Лачин.